# Аз, проклетникът 4
„Аз, проклетникът 4“ (на английски: Despicable Me 4) е американска компютърна анимация от 2024 г., продуцирана от „Илюминейшън“ и е разпространена от „Юнивърсъл Пикчърс“. Той е продължение на „Аз, проклетникът 3“ (2017), като четвъртата главна част, и общо шестата част в поредицата „Аз, проклетникът“. Режисьор е Крис Рено, сърежисьор е Патрик Делаж (в неговия режисьорски дебют), продуценти са Крис Мелендари и Брет Хофман, а сценарият е на Майк Уайт и Кен Дарио. Озвучаващият състав се състои от Стийв Карел, Кристен Уиг, Пиер Кофин, Джоуи Кинг, Миранда Косгроув, Стивън Колбер, София Вергара, Стийв Кугън, Крис Рено, Медисън Полън, Дана Гайер, Клоуи Файнман и Уил Феръл.
Разработката за четвъртия филм на „Аз, проклетникът“ започна през септември 2017 г. Той е официално потвърден през февруари 2022 г., докато Рено, Делаж и Уайт са назначени съответно като режисьор, сърежисьор и сценарист. Производството е в ход от февруари 2022 г. Част от актьорския състав са обявени през януари 2024 г., докато Хофман и Дарио са разкрити съответно като ко-продуцент и ко-сценарист.
Премиерата на филма се състои в Jazz at Lincoln Center, Ню Йорк на 9 юни 2024 г., и излиза по кината в Съединените щати на 3 юли 2024 г. от „Юнивърсъл Пикчърс“.

## Актьорски състав
- Стийв Карел – Гру/Чет Кънингам
- Кристен Уиг – Луси Уайлд/Бланш Кънингам
- Уил Феръл – Максим ле Мол
- Джоуи Кинг – Попи Прескот
- София Вергара – Валентина
- Стивън Колбер – Пери Прескот
- Клоуи Файнман – Патси Прескот
- Миранда Косгроув – Марго/Брий Кънингам
- Стийв Кугън – Силас Рамсботъм
- Пиер Кофин – Миньоните
- Дана Гайер – Едит/Блеър Кънингам
- Медисън Полан – Агнес/Бритни Кънингам
- Крис Рено – Убелшлехт
- Лорейн Нюман – Мелора
- Джейсън Сийгъл – Вектор, главният злодей от първият филм, който в момента лежи в затвора.
- Трей Паркър – Балтазар Брат, главният злодей от третият филм, който в момента лежи в затвора.
- Тара Стронг – Гру младши, биологичният син на Гру и Луси

## В България
В България филмът излиза по кината на 5 юли 2024 г. в разпространение от „Форум Филм България“.